# Kuralase
Koordinaten: 58° 28′ N, 21° 58′ O
Kuralase (deutsch Kurrale) ist ein Dorf (estnisch küla) auf der größten estnischen Insel Saaremaa. Es gehört zur Landgemeinde Saaremaa (bis 2017: Landgemeinde Kihelkonna) im Kreis Saare.

## Einwohnerschaft und Lage
Das Dorf hat heute nur noch einen Einwohner (Stand 31. Dezember 2011). Es liegt 38 Kilometer nordwestlich der Inselhauptstadt Kuressaare auf der Halbinsel Tagamõisa.